# Maduresen

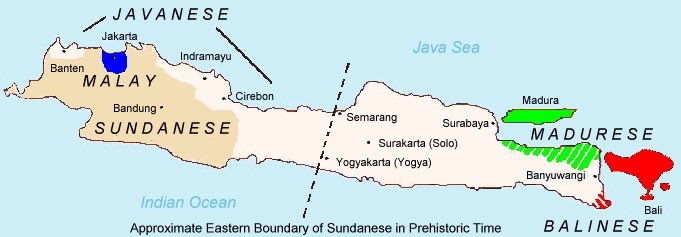
Karte der Verteilung der maduresischen Bevölkerung in Indonesien (grün): Das Heimatgebiet der Maduresen ist die Insel Madura, nordöstlich von Java

Die Maduresen (Eigenbezeichnung auf Maduresisch Orèng Madura) – auch bekannt als Orang Madura und Suku Madura – sind eine ethnische Gruppe, die ursprünglich auf der Insel Madura beheimatet war. Die drittgrößte ethnische Gruppe Indonesiens wohnt durch die Regierungsprogramme Transmigrasi jetzt aber in vielen Teilen des Landes.
Zu den gemeinsamen Merkmalen der meisten Maduresen auf dem gesamten Archipel gehören neben islamischer Religion, vor allem die Verwendung der eigenen Sprache. Die Maduresen sind oft Mitglieder der religiös-ethnischen Nahdlatul Ulama, einer gemäßigten muslimischen Organisation in Indonesien. Das Dasein als Bauern hat eine Schlüsselrolle im Leben der Maduresen.
Während die Maduresen ihre Wurzeln auf Madura haben, das vor der nordöstlichen Küste von Java liegt, lebt die Mehrheit der Maduresen jetzt nicht auf dieser Insel. Die Menschen sind durch schlechte landwirtschaftliche Ressourcen in ihrer Heimat zumeist ausgewandert. Die Mehrheit lebt auf Java, wo schätzungsweise sechs Millionen Maduresen leben, besonders in Ostjava, wo sie etwa die Hälfte der Bevölkerung bilden.
Es gibt 6,8 Millionen Maduresen. Die meisten davon, etwa 6.281.000, leben in der Provinz Ostjava, einschließlich der Insel Madura, daneben leben durch die Transmigrasi-Politik etwa 204.000 Maduresen in Zentralkalimantan und 62.000 in Ostkalimantan.